# Google Contatos
Google Contatos é uma ferramenta de gerenciamento de contatos do Google, e um serviço autônomo, parte dos aplicativos web dos produtos Google Workspace.

## Recursos
- Opção de classificação de contatos em grupos e arranjo por nome ou sobrenome.
- Contatos podem ser fornecidos em um grande número de categorias com informações.
- Extensa função de pesquisa.
- Alterações contatos são automaticamente guardadas.
- Capacidade de restaurar o banco de dados inteiro de uma vez nos últimos 30 dias.
- Facilmente encontrar e mesclar duplicatas.
- Atalhos de teclado para facilitar o manuseio.
- Integração com outros produtos do Google.

## Interoperação
O Google Contatos podem ser sincronizados com dispositivos móveis e sistemas operacionais (por exemplo, Android, Symbian, iOS, BlackBerry, Palm, Pocket PC, ou Windows Phone) ou com aplicações de PC (por exemplo, Microsoft Outlook ou Mozilla Thunderbird) através de software de terceiros, e o Google é o próprio Google Sync app. Além disso, qualquer sistema que pode sincronizar através de Microsoft ActiveSync pode sincronizar com os Contatos do Google. Há também suporte para dispositivos móveis compatíveis com o Microsoft® Exchange ActiveSync® protocolo e/ou o SyncML padrão. Há built-in de suporte para os Contatos do Google no Google open-source do sistema operativo móvel Android, do Google. Contatos do Google pode ser sincronizado também por CardDAV.

## Importação/Exportação
O Google Contatos pode ser utilizado pelo usuário, especificamente, utilizando qualquer uma das três CSV (valores separados por Vírgula) métodos de ficheiro listados abaixo:
1) o Google formato CSV (para a importação em uma conta do Google).
2) formato CSV do Outlook (para importar para o Outlook ou outro aplicativo).
3) formato vCard (para importar para o Catálogo de Endereços Apple ou outro aplicativo).
O usuário pode escolher Importar/Exportar para um arquivo, contida fora do "Interoperação" modo listados acima, escolhendo o "Mais" item de menu na maioria dos Serviços do Google, páginas da web visualizar a Lista de Contactos. O usuário pode optar por usar o arquivo como uma cópia de segurança, ou de editar este arquivo em um editor de texto, banco de dados ou folha de cálculo externa ou momentânea usar. Estes dados podem então ser importado de volta para a Interoperação de Serviços com a mesma dinâmica a ser aplicada: com a logística como "duplicatas", no momento da sincronização.